# 女子プレミアリーグ
女子プレミアリーグ（英語: Women's Premier League、略称：WPL）は、2023年に開始したインドのトゥエンティ20方式の女子プロクリケットリーグ。

## 概要
インドクリケット管理委員会（BCCI）によって、所有及び運営されている。チームは5チーム。初代優勝チームはデリー・キャピタルズ（WPL）。
女子プロスポーツリーグとしてバスケットボールのWNBAと並び、世界最大級の経済規模を誇る。投資家は2023年1月に非公開入札プロセスを通じて最初のフランチャイズ権を獲得し、総額46億6900万ルピー（5億8000万ドル）を調達した。リーグの放映権料は5年総額で9億5100万ルピー（1億2000万ドル）であり、1試合当たり放映権料は7090万ルピー（74万3000ドル）。

## チーム
| チーム                                          | ホームタウン     | 設立年 |
| ----------------------------------------------- | ---------------- | ------ |
| デリー・キャピタルズ（WPL）                     | ニューデリー     | 2023年 |
| クジャラート・ジャイアンツ                      | アフマダーバード | 2023年 |
| ムンバイ・インディアンス (WPL)                  | ムンバイ         | 2023年 |
| ロイヤル・チャレンジャーズ・バンガロール（WPL） | ベンガルール     | 2023年 |
| UPウォリアーズ                                  | ラクナウ         | 2023年 |

## 歴代優勝チーム
- 2023：ムンバイ・インディアンス (WPL)（英語版）